# 齐旺多尔济 (车臣汗)
齐旺多尔济（18世纪—1795年），喀尔喀蒙古车臣汗部人，博尔济吉特氏。清朝第十一任车臣汗。车臣汗达玛璘的孙子，车臣汗車布登扎布长子。
乾隆五十三年（1788年）其父车臣汗車布登扎布去世，齐旺多尔济袭封车臣汗。乾隆六十年（1795年），齐旺多尔济去世，他的次子朋楚克多爾濟袭封车臣汗。朋楚克多爾濟当年去世，齐旺多尔济长子桑斋多尔济袭封。